# Rechtbank Heerenveen

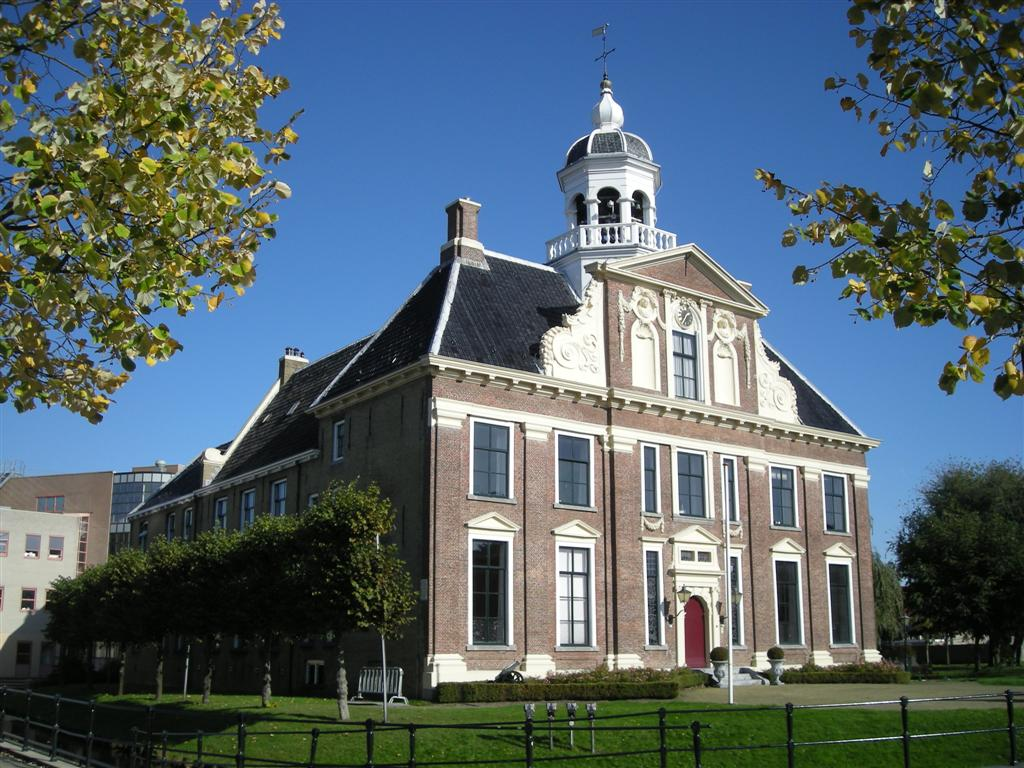
De Crackstate, zetel van de rechtbank

De rechtbank Heerenveen was van 1811 tot 1923 een rechtbank in Nederland. Heerenveen was het tweede arrondissement in de provincie Friesland. Beroep tegen de beslissingen van de rechtbank kon worden ingesteld bij het provinciaal hof in Leeuwarden, later bij het Gerechtshof Leeuwarden.
Heerenveen was oorspronkelijk verdeeld in drie kantons: Heerenveen, Beetsterzwaag en Oldeberkoop. Het laatste kanton werd in 1877 opgeheven. Het arrondissement werd tegelijkertijd uitgebreid door de toevoeging van het kanton Steenwijk in Overijssel.
De rechtbank zelf werd in 1923 opgeheven. Het arrondissement werd toegevoegd aan het arrondissement Leeuwarden, behoudens het kanton Steenwijk dat terugkeerde naar Zwolle. Heerenveen bleef wel een kantongerecht.
De rechtbank was gevestigd in de Crackstate. Na de opheffing van de rechtbank werd het gebouw nog enige jaren gebruikt door het kantongerecht.